# رنا جبران
رنا جبران (7 فبراير 1987) ممثلة ومذيعة وعارضة أزياء سعودية.

## عن حياتها
ولدت في 7 فبراير 1987، وشاركت في عدة مسلسلات أشهرها مسلسل أمي 2025 ومسلسل مجمع 75 عام 2024.

## من أعمالها

### المسلسلات
- جمعنا الهوى (2022).
- انتقام مشروع (2022).
- أربعيني في العشرين (2022).
- طاش العودة (2023).
- مجمع 75 (2024).
- أمي (2025).
- حوجن (2025).